# Enumerazione di grafi

L'elenco completo di tutti i grafi ad albero liberi generati da 2,3,4 vertici etichettati: o albero per 2 vertici, grafi ad albero per 3 vertici e per 4 vertici.

Nell'ambito della matematica combinatoria, l'enumerazione di grafi descrive una classe di problemi di enumerazione combinatoria, nei quali un grafo diretto oppure indiretto è oggetto di calcolo algebrico, tipicamente in funzione del numero di vertici del grafo stesso.  I problemi di questa classe ammettono sia una soluzione esatta come quelli di enumerazione algebrica, che una soluzione approssimata asintoticamente.
I pionieri in questo campo della matematica discreta furono Pólya, Arthur Cayley e John Howard Redfield.

## Problemilabeled
I vertici possono essere etichettati (in inglese: labeled) ovvero non etichettati (unlabeled). Nel primo caso, i vertici sono distinguibili l'uno dall'altro; nel secondo caso, invece, qualsiasi permutazione dei vertici forma il medesimo grafo e pertanto i vertici si dicono indisitnguibili ed equivalenti tra loro.
Il teorema di enumerazione di Pólya, noto anche come teorema di Redfield–Pólya, è un importante strumento analitico per ricondurre i problemi unlabeled alla più semplice forma di quelli labeled, considerando ogni classe senza etichetta come una classe di simmetria di oggetti etichettati.

## Formule esatte di enumerazione
Alcuni risultati teorici di particolare rilievo sono dati dalle seguenti formule esatteò.
- il numero di grafi semplici indiretti etichettati che sono generati da un grafo di n vertici, è pari a 2n(n − 1)/2.[6];
- il numero di grafi semplici diretti etichettati che sono generati da un grafo di n vertici, è pari a 2n(n − 1).[7];
- il numero Cn di grafi connessi indiretti etichettati soddisfa la relazione di ricorrenza[8]:

{\displaystyle C_{n}=2^{n \choose 2}-{\frac {1}{n}}\sum _{k=1}^{n-1}k{n \choose k}2^{n-k \choose 2}C_{k}.}, che per  n = 1, 2, 3,... restituisce i valori di Cn: 1, 1, 4, 38, 728, 26704, 1866256,... descritti dalla sequenza A001187 nel progetto OEIS;
- il numero di grafi ad albero liberi etichettati che sono generati da un grafo di n vertici, è pari a nn − 2(formula di Cayley);
- il numero di grafi a bruco, che sono generati da un grafo di n vertici, è pari a[9]:

{\displaystyle 2^{n-4}+2^{\lfloor (n-4)/2\rfloor }.}